# Вика кашубська
Вика кашубська, горошок кашубський (Vicia cassubica) — вид рослин родини бобові (Fabaceae), поширений у більшій частині Європи й у західній Азії.

## Опис
Багаторічна витка чи невитка трав'яниста рослина 40–60 см завдовжки. Кореневище досить товсте, повзуче, розгалужене, деревне. Стебло прямостійне чи висхідне, малорозгалужене, щетинисте, м'яко-волосисте. Листки чергові, від короткочерешкових до безчерешкових, перисті з 6–12 парами листочків. Листочки від вузько-еліптичних до ланцетних, з цілими краями, до 8–10 мм шириною. Прилистки невеликі. Квітконоси коротші від листочків, зазвичай з 5–16 пурпурно-фіолетовими квітками. Боби 15–30 мм завдовжки, голі, жовтувато-коричневі, однокамерні, з 1–2(3) насінням.

## Поширення
Поширений у більшій частині Європи й у західній Азії (пн. Іран, Ліван, Сирія, пн. Туреччина, Азербайджан, Грузія).
В Україні зростає в чагарниках і на узліссях — в лісовій зоні, Лісостепу і гірському Криму.

## Галерея

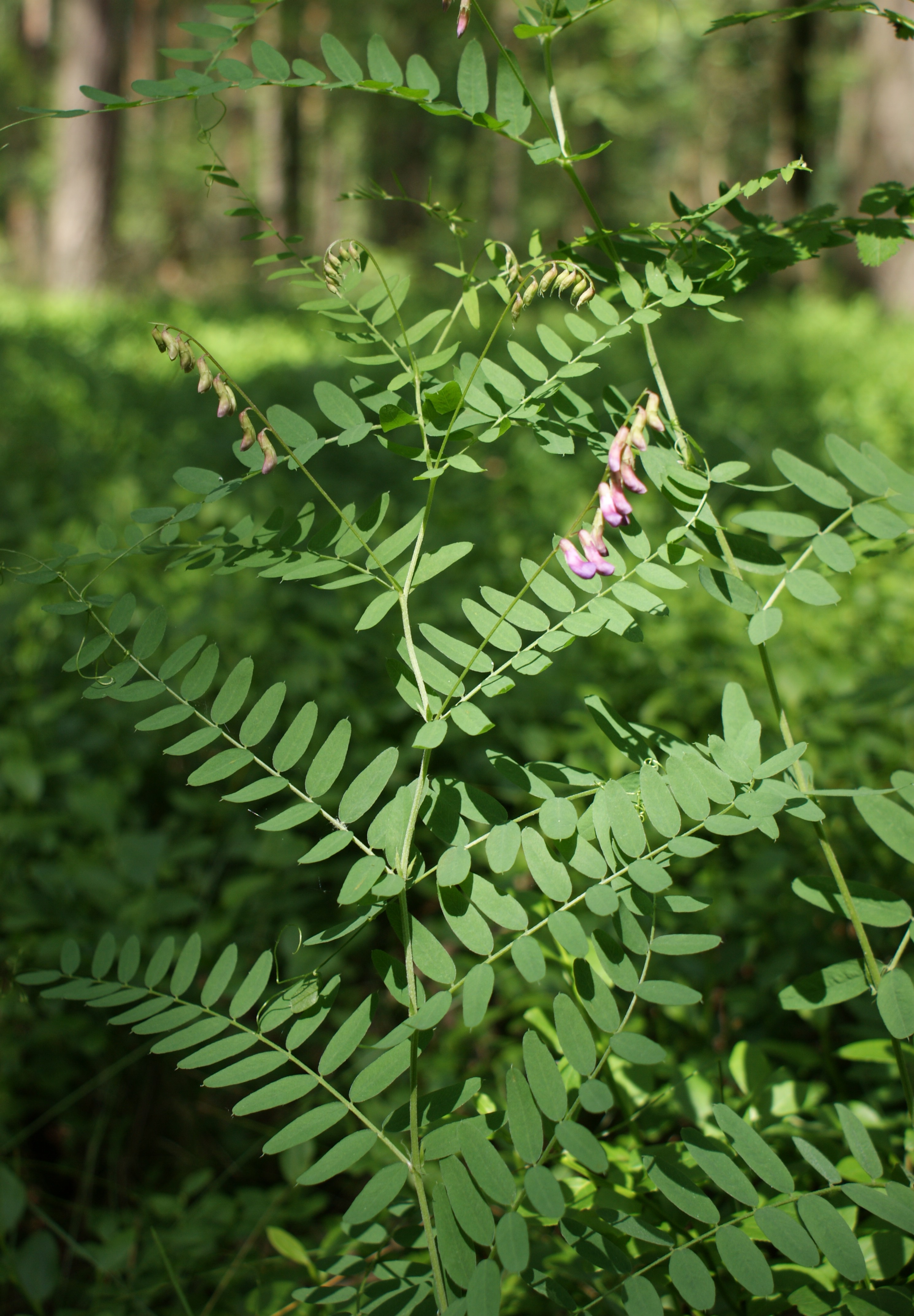
загальний вигляд
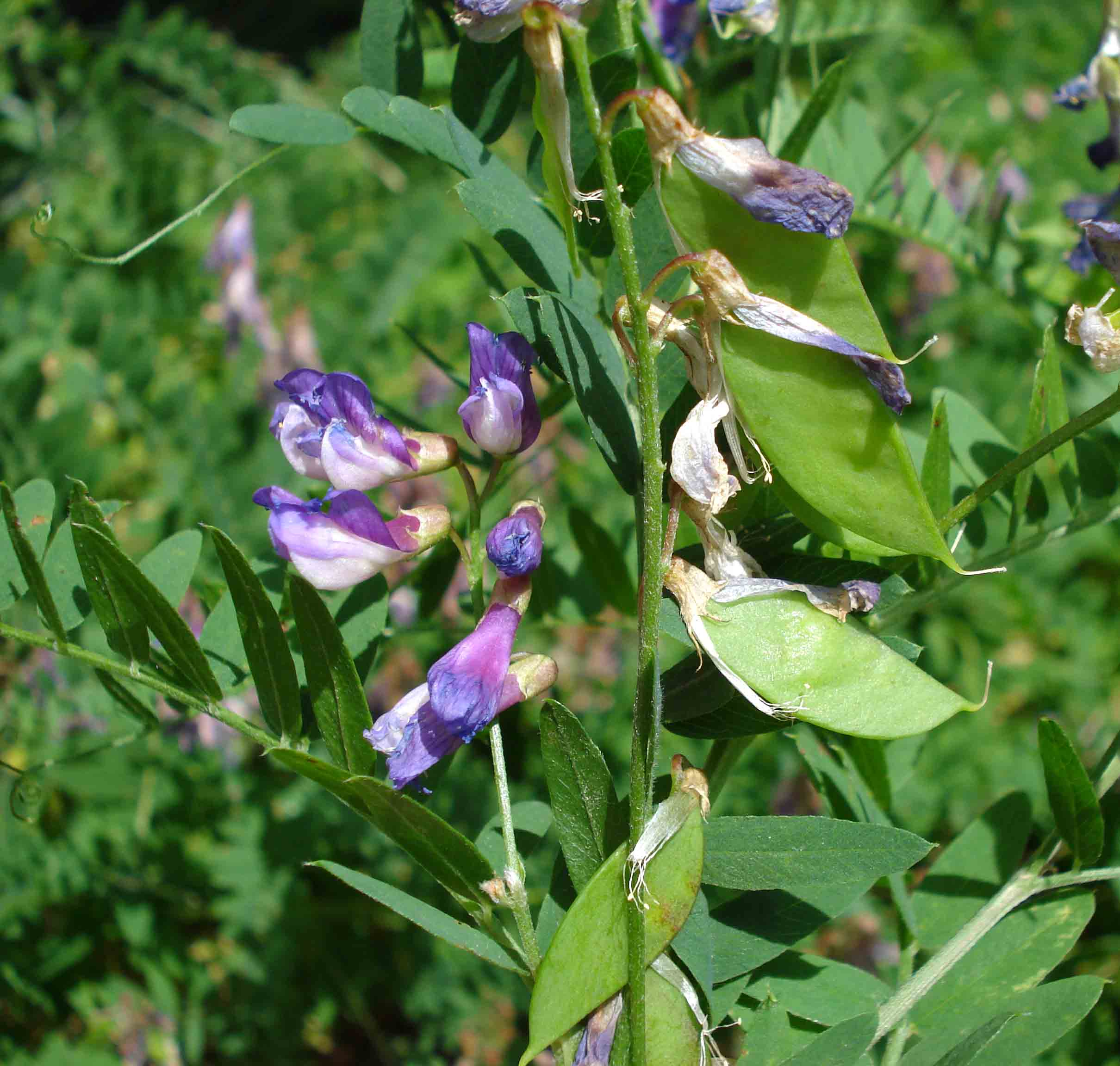
квіти й плоди
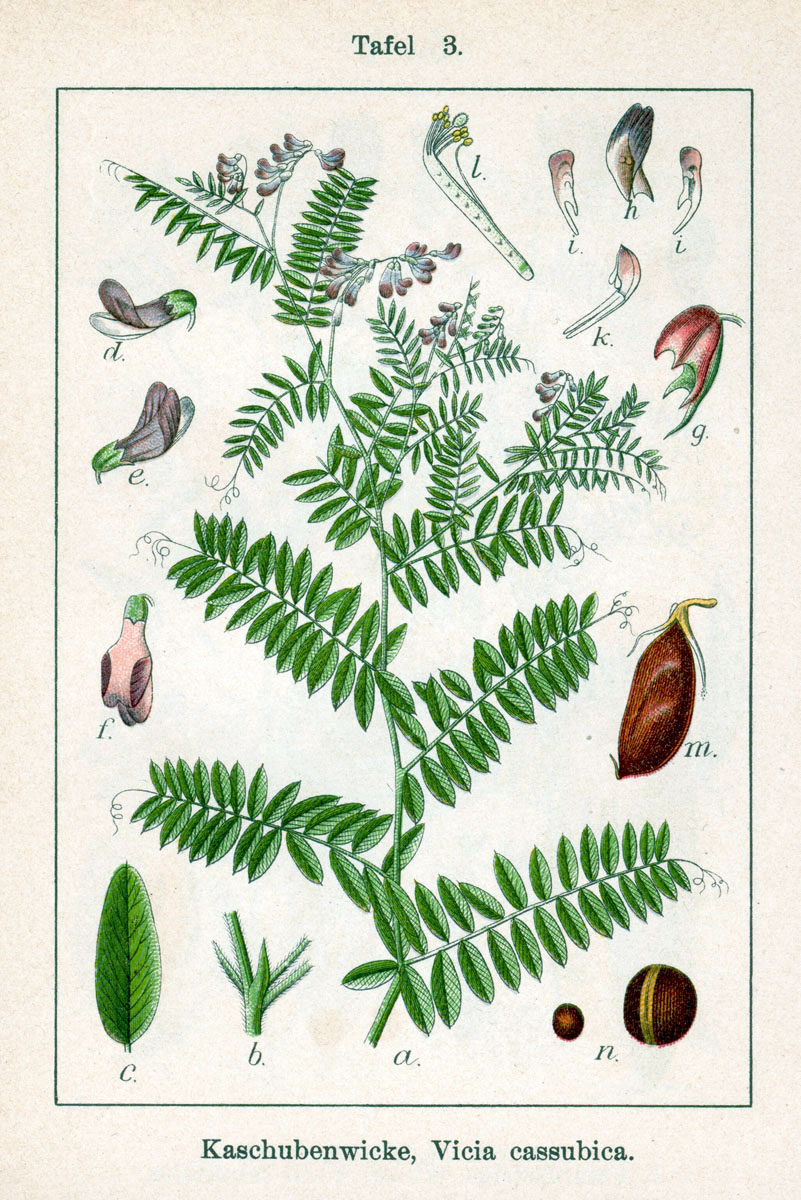
ілюстрація